# طاهر خان
طاهر خان (9 يناير 1981 - ) هو لاعب كريكت باكستاني.

## وصلات خارجية
- طاهر خان على موقع إي آس بي آن كريك إنفو (الإنجليزية)